# Gino Albieri
Gino Albieri (Cavarzere, 29 luglio 1881 – Roma, 1949) è stato un pittore italiano.

## Biografia
Frequentò i corsi dell'Accademia di Venezia. Fu per otto anni al Cairo d'Egitto, dove ebbe come maestro il pittore belga Van Brugge.
Rientrato in Italia, nel 1913 realizzò le decorazioni liberty per il Teatro Zago di Loreo.
Allo scoppio della guerra era attivo a Milano. Ebbe l'incarico di ricostruire, in una serie di quadri, le azioni della sua brigata sotto il monte Hermada. 
Nel dopoguerra si trasferì a Roma, dove ebbe l'autorizzazione a realizzare diciotto tele dal dirigibile M.1, che possono essere considerate le prime opere italiane di aeropittura.